# Joan Pons Pons
Joan Pons Pons, que firma com a Joan Pons (Ferreries, 25 de desembre de 1960), és un escriptor menorquí de novel·les (i narrativa) per a adults. Va estudiar filologia catalana. Com a escriptor de novel·la ha recollit premis i elogis, com amb la seva primera novel·la, Nàufrags que va merèixer el Premi Ateneu de Maó. L'obra Sorra a les sabates li va costar a l'autor deu anys d'escriptura i reescriptura, amb bona acollida per part del públic i la crítica. Posteriorment, amb Barba-rossa adopta el gènere històric i narra l'atac del pirata més famós del Mediterrani que pels voltants del 1500 va assetjar i vèncer la ciutat illenca de Maó.
L'any 2009 guanyà ex aequo el Premi Pollença de Narrativa amb L'illa d'Antígona.
L'any 2020 va rebre una de les Beques per a la creació literària de la Institució de les Lletres Catalanes pel projecte El gos de Camus.

## Obra
- 1991 No cregui el que diuen de mi (Columna)
- 1993 Nàufrags[2]
- 1999 El laberint de les girafes[5]
- 2001 Homes sols[2]
- 2005 Sorra a les sabates[6] (La Magrana)
- 2006 Barba-rossa[6] (La Magrana)
- 2007 Nàufrags - nova edició (Conselleria d'Educació i Cultura)
- 2009 La casa de gel[7] (Bromera)
- 2010 Remant cal al sol
- 2010 Gossos de pluja (El gall)
- 2015 No cregui el que diuen de mi (IME)
- 2016 L'illa dels arbres vençuts
- 2020 Tània i els vius (AdiA Edicions)
- 2022 La malaltia del cor (Univers)
- 2025 El gos de Camus (Llentrisca edicions)

## Premis
- Premi Ateneu de Maó per Nàufrags (Columna, 1993)[2]
- Premi Joan Ramis i Ramis per Nàufrags (Columna, 1993)[2]
- Premi Joaquim Ruyra de narrativa juvenil (2000) per Remant cap al sol[8]
- Premi Enciclopèdia Catalana per Homes sols (Proa, 2001)[2]
- Finalista del Premi Salambó (2005) per Sorra a les sabates[6]
- Premi de Novel·la Ciutat d'Alzira (2009), per La casa de gel[6][7]